# Дайна Вашингтон
Дайна Ва́шингтон (англ. Dinah Washington; справжнє ім'я — Рут Лі Джонс, англ. Ruth Lee Jones; *26 серпня 1924, Таскалуса — †14 грудня 1963, Детройт) — американська блюзова, ритм-енд-блюзова та джазова співачка і піаністка. Вашингтон називали «найпопулярнішою чорною солісткою, що записувалася в 50-х» та «Королевою блюзу». У 1986 році долучена до Зали слави джазу Алабами, а в 1993 року — до Зали слави рок-н-ролу.

## Біографія
Рут Лі Джонс народилася в невеликому місті Тускалуса (штат Алабама, США), дитиною переїхала до Чикаго. Музикою займалася змалку — ще навчаючись у початковій школі, вона співала госпел та грала на піаніно у хорі Баптистської церкви св. Луки. У 15-річному віці Рут перемогла на конкурсі талантів і почала виступати у численних чиказьких клубах. Протягом 1941—42 років вона співала у «Dave's Rhumboogie», «Downbeat Room», а також у «Three Deuces», де вперше почула тоді вже відому і популярну Біллі Голідей. Саме тоді почала використовувати сценічний псевдонім.
Перший запис Дайна Вашингтон зробила у грудні 1943 року на лейблі «Keynote». Це був «Блюз злої дівчини» (Evil Gal Blues) Леонарда Фезера. Акомпанував Лайнел Гемптон та кілька музикантів з його гурту. Цей запис, а також наступна пісня Вашингтон «Salty Papa Blue», стали хітами в чарті Harlem Hit Parade у 1944 році.
Вашингтон продовжувала працювати з гуртом Гемптона до 1946 року. Після закриття «Keynote» вона підписала контракт з фірмою Mercury Records і записала ще один хіт — «Ain't Misbehavin» Фетса Веллера, який став початком тривалого успіху. Між 1948 та 1955 роками 27 її пісень побували у першій десятці хіт-параду R&B, зробивши її однією з найвідоміших виконавиць тих років. Серед її хітів було чимало блюзів, стандартів та авторських переробок популярних пісень. Водночас Вашингтон не припиняла співпрацювати з відомими джазменами, такими як Кліффорд Браун, Кларк Террі та Бен Вебстер. Зокрема, з Брауном у 1954 році записала концертний альбом «Dinah Jams».
У 1959 році пісня «What a Diff'rence a Day Makes» у виконанні Дайни Вашингтон посіла 4 місце у американському чарті поп-музики. У ті роки вона працювала разом з аранжувальником Бертом Гендріксом, гітаристом Кенні Берреллом, піаністом Джо Завінулом та ударником Панама Френсісом. У 1960 році Вашингтон записала кавер на відому пісню Нета Кінга Коула Unforgettable, а також два дуже успішних дуети з Бруком Бентоном — Baby (You've Got What It Takes) (5-е місце в поп-чарті, 1-е в R&B) та A Rockin' Good Way (To Mess Around and Fall in Love) (7 місце в поп-чарті, 1 в R&B). Її останнім великим хітом була пісня «September in the Rain», записана в 1961 році (23 місце в поп-чарті, 5 в R&B).
За словами американського музиканта і критика Річарда Джанелла:
«Дайна була одною з найпопулярніших і найсуперечливіших співачок середини ХХ ст. — обожнювана фанами та колегами музикантами, вона, водночас, викликала незадоволення критиків, котрі закидали ій нерозбірливість у репертуарі, комерціалізованість та несмак. Її, напевно, найбільшим гріхом була неповторна манера виконання, яка пасувала до будь-якого стилю чи жанру — чи то був R&B, чи блюз, чи джаз, чи популярні пісеньки — і вона, без сумнівів, чудово змогла би виконувати ґоспел чи кантрі, якби мала на те час»…
Дайна Вашингтон брала участь у кількох фестивалях: Newport Jazz Festival (1955–59), Randalls Island Jazz Festival у Нью-Йорку (1959) та International Jazz Festival у Вашингтоні (1962). Вона частенько співала у нью-йоркському джаз-клубі Birdland (1958, 1961–62), а також (у 1963 році) виступала з Каунтом Бейсі та Дюком Еллінгтоном.

## Особисте життя
Дайна Вашингтон вісім разів одружувалася і сім разів розлучалася, при цьому маючи чимало коханців. Мала двох дітей. Була одружена з Джоном Янґом (1942–43), Джорджем Дженкінсом (1949), Волтером Бачененом (1950), саксофоністом Едді Чемблі (1957), Рафаелем Кампосом (1957), Гораціо Мейлардом (1959–60), Джекі Геєсом (1960) та Діком Лейном (1963).
14 грудня 1963 року 39-річна Дайна Вашингтон померла уві сні поряд зі своїм останнім чоловіком. Розтин виявив, що причиною смерті стало передозування снодійних. Похована на цвинтарі Burr Oak в містечку Елсіп, штат Іллінойс.

## Нагороди

### Премія Греммі
| Рік  | Номінація                       | Назва пісні                   | Жанр |
| ---- | ------------------------------- | ----------------------------- | ---- |
| 1959 | Best Rhythm & Blues Performance | What a Diff'rence a Day Makes | R&B  |

### Зала слави Греммі
Записи Дайни Вашингтон були внесені до Зали Слави Ґреммі — спеціальної премії для видатних музичних творів, котрі мають велику мистецьку та історичну цінність і створені більш ніж 25 років тому.
| Рік  | Назва                         | Номінація               | Лейбл   | Рік нагородження |
| ---- | ----------------------------- | ----------------------- | ------- | ---------------- |
| 1959 | Unforgettable                 | поп (сингл)             | Mercury | 2001             |
| 1954 | Teach Me Tonight              | R&B (сингл)             | Mercury | 1999             |
| 1959 | What a Diff'rence a Day Makes | традиційний поп (сингл) | Mercury | 1998             |

### Зала слави рок-н-ролу
До Зали слави рок-н-ролу пісня Дайни Вашингтон була внесена як один з 500 творів, що стали підґрунтям для виникнення рок-музики.
| Рік запису | Назва                 | Жанр |
| ---------- | --------------------- | ---- |
| 1948       | Am I Asking Too Much? | R&B  |